# 大分県立工科短期大学校
大分県立工科短期大学校（おおいたけんりつこうかたんきだいがっこう、英：Oita Institute of Technology）は、大分県にある県立の職業能力開発短期大学校。 大分県の産業の発展や技術力の向上のために、高度な専門知識と技術・技能を兼ね備えた人材を育てようという目的で即戦力となる技術者を養成する。

## 沿革
- 1998年（平成10年）4月 - 4訓練科にて開校（生産技術科、制御技術科、電子技術科、住居環境科）
- 2007年（平成19年）4月 - 4訓練科を3系7コース制に再編
  - 機械システム系（デジタルメカエンジニアコース、金型エンジニアコース、自動化システムエンジニアコース）
  - 電子システム系（電子回路エンジニアコース、コンピューター制御エンジニアコース）
  - 建築システム系（プランナーコース、施工管理エンジニアコース）
- 2013年（平成25年）4月 - 電子システム系を電気・電子システム系に改組
  - 電気・電子システム系（電気エンジニアコース、電子エンジニアコース）
- 2023年（令和5年）  4月 - 3系6コース制に再編（制御技術科廃止、電気エネルギー制御科新設）
  - 機械システム系（デジタルエンジニアコース、金型エンジニアコース）
  - 電気・電子システム系（電気制御エンジニアコース、電子情報エンジニアコース）
  - 建築システム系（プランナーコース、施工管理エンジニアコース）

## 所在地
- 大分県中津市大字東浜407－27

## 設置訓練科

### 専門課程
専門課程の卒業者が公務員に採用された場合、内閣府人事院規則により文部科学省系短大卒相当と格付けされる。
- 機械システム系（旧・生産技術科、旧・制御技術科[～令和4年度]）
  - デジタルメカエンジニアコース
  - 金型エンジニアコース
- 電気・電子システム系（旧・電子技術科、電気エネルギー制御科[令和5年度～]）
  - 電気制御エンジニアコース
  - 電子情報エンジニアコース
- 建築システム系（旧・住居環境科）
  - プランナーコース
  - 施工管理エンジニアコース

## 募集人員
（1学年80名）
- 機械システム系　30名
- 電気・電子システム系　30名
- 建築システム系　20名
※令和5年度学生募集～

## 大学生活

### イベント･学校行事
- 4月 - 入学式、球技大会
- 5月 - 企業見学、学生金型グランプリ
- 7月・8月 - オープンキャンパス、若年者ものづくり競技大会
- 9月 - インターンシップ（1週間程度）
- 11月 - 前夜祭・学園祭（昂華際）、大分県技能祭、学生溶接選手権
- 12月・1月 - 企業見学、オープンゼミ、合同企業説明会（業界研究セミナー）
- 2月 - ポリテックビジョン
- 3月 - 卒業式